# Комсомолець (острів)
Острів Комсомолець (рос. Комсомолец) — острів, найпівнічніший з чотирьох найбільших островів архіпелагу Північна Земля у Таймирському Долгано-Ненецькому районі Красноярського краю Росії.

## Географія
Острів знаходиться на кордоні Карського та Моря Лаптєвих в Арктиктиці (Північний Льодовитий океан), розташовується в крайній північній частині архіпелагу Північна Земля, що лежить на крайній півночі Красноярського краю. Простягся з півночі — північного сходу на південь — південний захід на 147 км, при максимальній ширині до 115 км. Має площу — 8,812 км² (3-тє місце в архіпелазі та 83-тє у світі), за іншими даними його площа становить 9,006 км². Найвища вершина 780 м. Острів відділений від острова Жовтневої Революції, який лежить на південь, протокою Червоної Армії, а від острова Піонер, що на південному заході — протокою Юною. Сам острів складений головним чином алевролітами, суглинками та пісками.
Близько 65 % території острова покрито льодовиками з включеннями піску та суглинку. Найбільший з них — льодовик Академії Наук, найбільший за площею льодовиковий покрив на архіпелазі Північна Земля. Його площа — 5,900 км², товщина покриву сягає 500 м, а висота над рівнем моря — 749 м.
Острів Комсомолець — безлюдний.

## Галерея

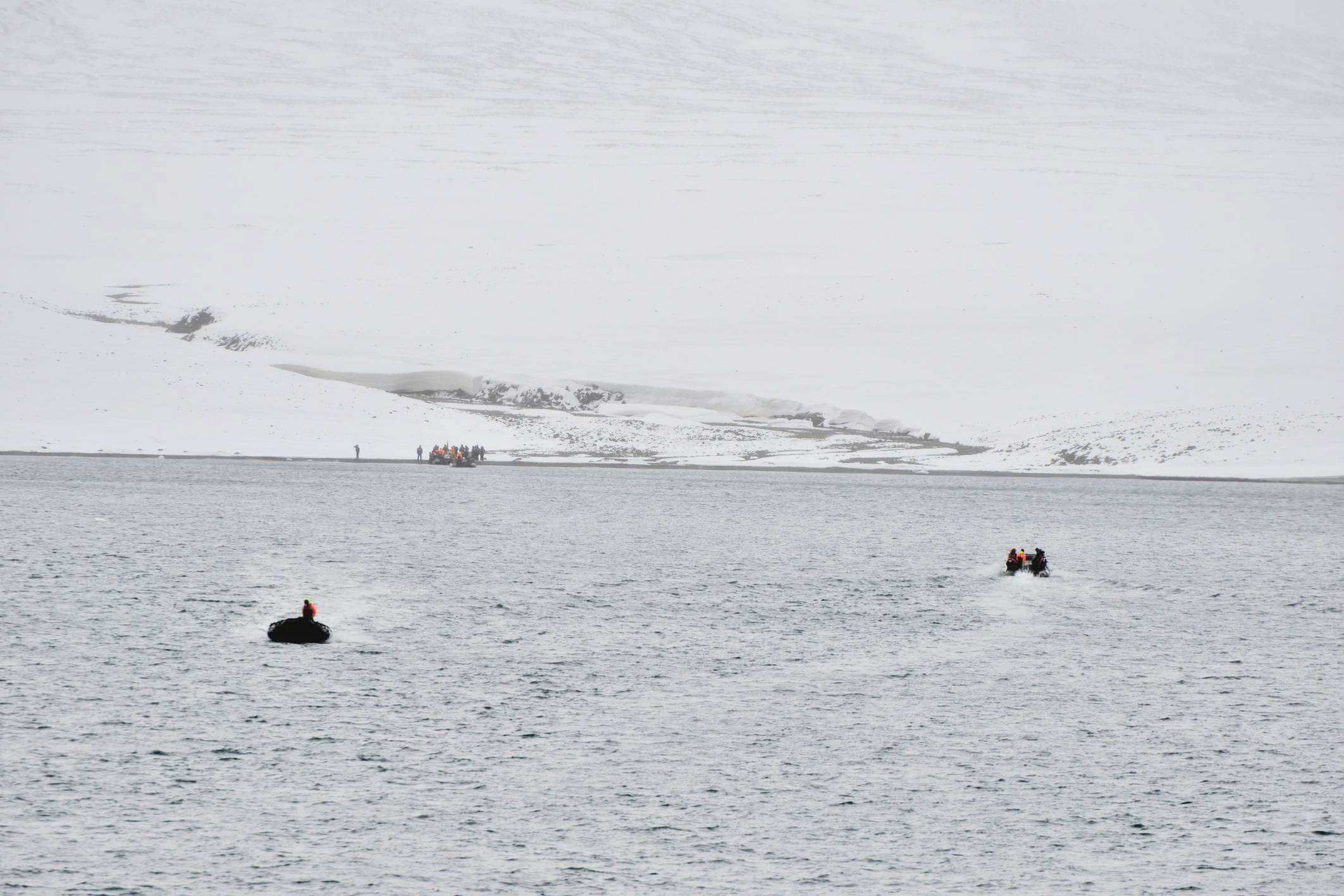
Бухта Кренкеля. Західне узбережжя
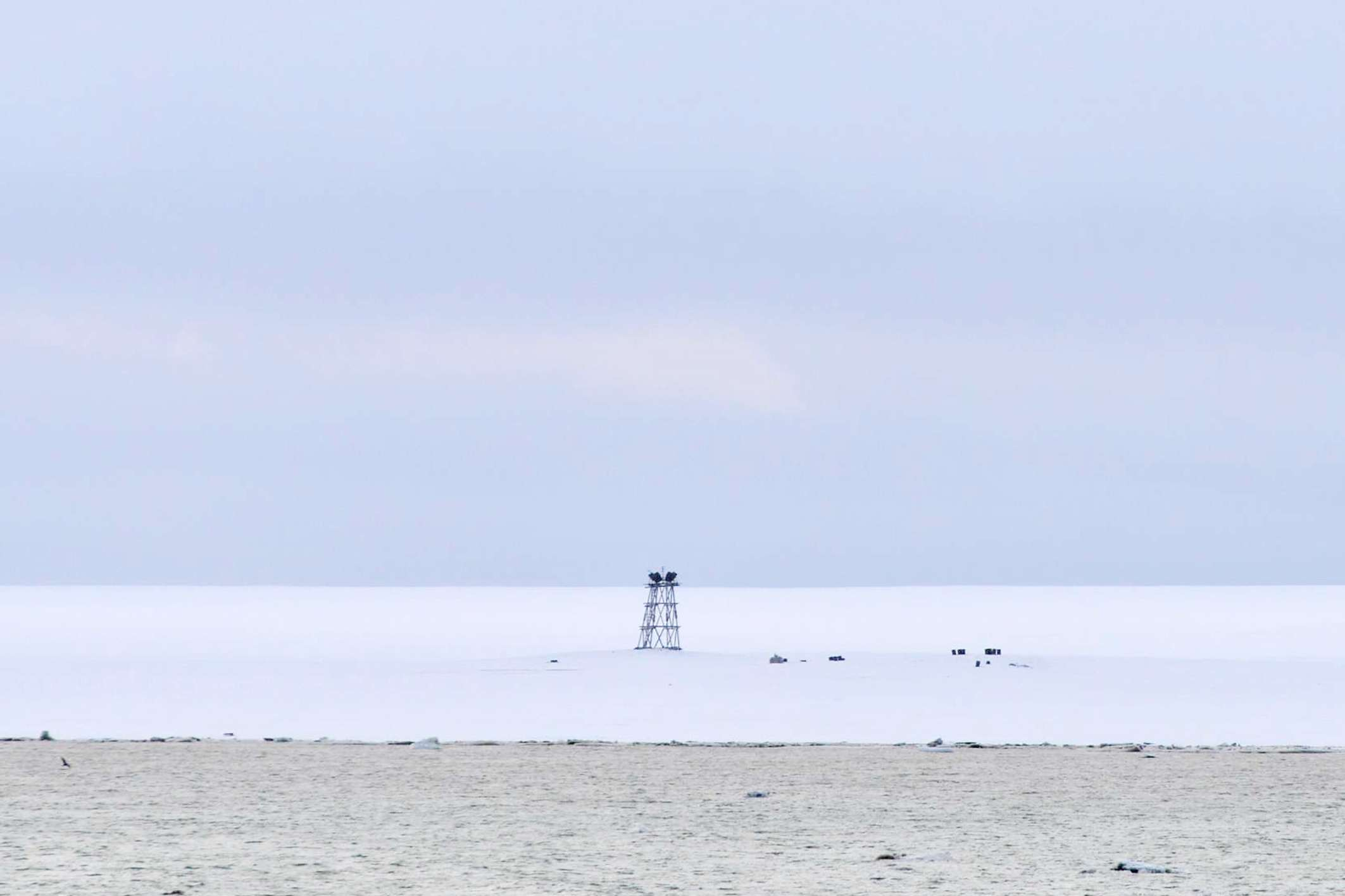
Занедбана полярна станція Ізлучина
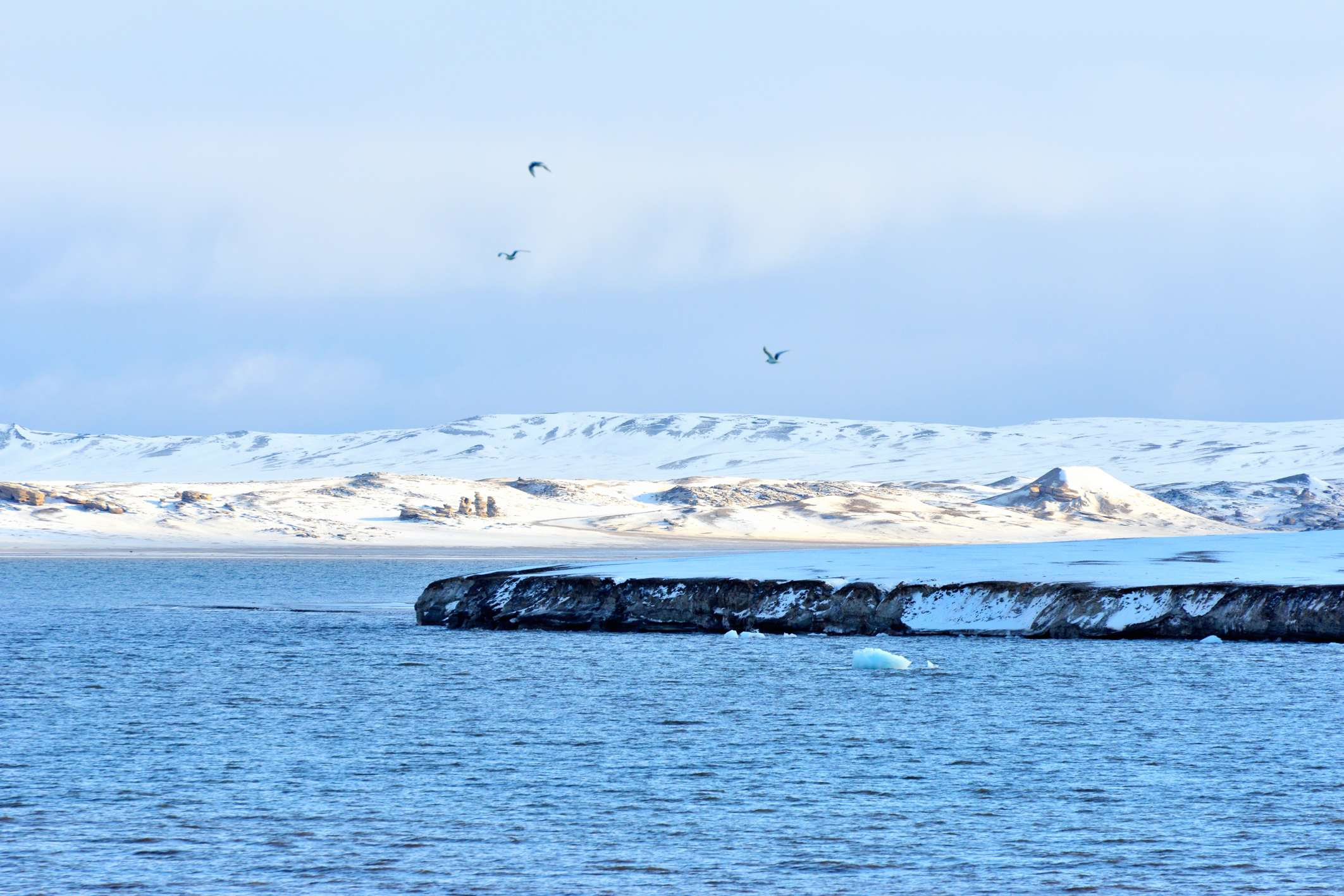
Затока Журавльова